# Староісаєвська сільська рада
Староіса́євська сільська рада (рос. Староисаевский сельский совет) — муніципальне утворення у складі Нурімановського району Башкортостану, Росія. Адміністративний центр — село Старокулево.

## Населення
Населення — 1351 особа (2019, 1481 в 2010, 1460 в 2002).

## Склад
До складу поселення входять такі населені пункти:
| Населений пункт       | Населення, осіб (2002) | Населення, осіб (2010) |
| --------------------- | ---------------------- | ---------------------- |
| Ішмуратово, присілок  | 223                    | 223                    |
| Староісаєво, присілок | 502                    | 537                    |
| Старокулево, село     | 735                    | 721                    |